# Zenon (împărat)
Flavius Tarasicodissa Zenon (n. 425 d.Hr., Zenopolis in Isauria⁠(d), Isauria – d. 9 aprilie 491 d.Hr., Constantinopol, Imperiul Roman de Răsărit) a fost împărat bizantin între 9 februarie 474 și 475 și din nou între 476 și 9 aprilie 491. El a fost unul dintre cei mai proeminenți împărați bizantini timpurii. Domnia i-a fost zguduită de lupte pentru tron și de conflicte religioase (între ortodocși și monofiziți).

## Biografie
Tarasicodissa a fost conducătorul isaurienilor. El s-a căsătorit cu Ariadne, fiica lui Leon I, devenind succesorul la tronul Imperiului Roman de Răsărit. În 466, Tarasicodissa descoperă trădarea generalului Ardabur, fiu al alanului Aspar, magister militum al Imperiului Roman de Răsărit la acea vreme. În 468, în timp ce Leon conducea o campanie (soldată cu un eșec) contra vandalilor, Tarasicodissa a fost trimis într-o campanie în Tracia. Dorind să se răzbune, Aspar  a pus la cale asasinarea sa. Tarasicodissa însă a scăpat, iar după ce s-a întors la Constantinopol, Aspar a fost ucis din ordinul lui Leon I iar Tarasicodissa a fost numit magister militum în locul său. Încercând să se facă mai acceptat de nobilimea greacă, Tarasicodissa a adoptat numele grecesc de Zenon. După moartea lui Leon I, fiul lui Zenon, Leon II este numit împărat, dar moare în circumstanțe necunoscute după zece luni, Zenon devenind împărat.
Zenon i-a alungat în 469 pe vandali din Epir, care veniseră ca o răzbunare a regelui Genseric fiindcă fusese atacat cu un an mai devreme. De asemenea, Zenon a lăsat trupe pe Dunăre împotriva hunilor și a gepizilor.
Zenon a continuat să fie nepopular din cauza originilor sale. O revoltă a soacrei sale Verina, care îl sprijinea pe Basiliskos, fratele vitreg al lui Zenon, în ianuarie 475, l-a forțat pe Zenon să abdice. În 476, profitând de faptul că Basiliskos devenise nepopular (deoarece sprijinea monofizismul), Zenon a reintrat în Constantinopol, redevenind împărat. Două luni mai târziu, în vest, Odoacru, conducătorul herulilor, a cucerit Roma, distrugând Imperiul Roman de Apus. El i-a trimis lui Zenon însemnele imperiale, declarându-se rege al Italiei. În același an, Zenon a trimis la regele Genseric solie să facă pace pentru totdeauna. Genseric a acceptat pacea, regatul vandal devenind independent și de sine stătător.
Zenon s-a confruntat cu o altă revoltă a Verinei în 478, care voia ca Illus, omul de încredere al lui Zenon, să fie executat, care a fost înfrântă. În 484, Leonitos, un nobil grec, s-a revoltat, dar a fost înfrânt în 488.
Zenon a murit pe 9 aprilie 491. Pentru că el nu a avut copii, văduva sa, Ariadne, l-a ales pe Anastasiu ca soț și împărat.